# Universitätskirche
Eine Universitätskirche ist ein Kirchengebäude, in dem Universitätsgottesdienste, also Gottesdienste der Gemeinde einer Universität, stattfinden. Sie wird häufig von mehreren Konfessionen genutzt. Der Dekan der Theologischen Fakultät der Universität ist zugleich auch Dekan der Universitätskirche.
Darüber hinaus fungiert eine Universitätskirche auch oft als Auditorium maximum, wo größere akademische Veranstaltungen stattfinden. In einigen Universitäten bildet sie das geistige und kulturelle Zentrum.
Beispiele für (ehemalige) Universitätskirchen sind:
- Königsberger Dom
- Neubaukirche Würzburg.[1]
- Church of St Mary the Virgin (Oxford)